# Pernastela gnoma
Pernastela gnoma är en snäckart som beskrevs av Tom Iredale 1944. Pernastela gnoma ingår i släktet Pernastela och familjen Charopidae. Inga underarter finns listade i Catalogue of Life.